# Mark H. Richmond
Sir Mark Henry Richmond (* 1. Februar 1931 in Sydney) ist ein britischer Mikrobiologe.
Richmond studierte am Clare College der Universität Cambridge und war 1958 bis 1965 Wissenschaftler beim Medical Research Council. Ab 1965 war er Reader in Molekularbiologie an der University of Edinburgh und 1968 bis 1981 Professor für Bakteriologie an der Universität Bristol. 1981 bis 1990 war er Professor für Molekulare Bakteriologie und Vizekanzler der University of Manchester. Er war 1990 bis 1994 Vorstand des britischen Science and Engineering Research Council. 1993 bis 1996 war er Leiter der weltweiten Forschung von Glaxo (Group Head of Research). Ab 1999 war er im Rat von Cytos Biotechnology.
Richmond untersuchte, wie Bakterien Antibiotikaresistenz entwickeln, insbesondere über β-Lactamasen (die Richmond und Richard Sykes bei Gram-negativen Bakterien klassifizierten), und wie die Resistenz zwischen Bakterien weitergegeben wird. 1970 zeigte er mit Sykes die Weitergabe vom weitverbreiteten Enterobakteriums E. coli auf eine andere Bakterienart (Pseudomonas aeruginosa).
1976 erhielt er den Robert-Koch-Preis. 1980 wurde er Fellow der Royal Society. 1986 wurde er als Knight Bachelor geadelt.
1996 bis 2001 war er im International Science Advisory Committee der UNESCO.
Aus erster Ehe (geschieden 1958) hat er einen Sohn und zwei Töchter. 2000 heiratete er ein zweites Mal.